# Vania Torrez
Vania W. Torrez Flores (1981, La Paz) es una botánica, exploradora, y bióloga boliviana. Obtuvo su licenciatura en Ciencias Biológicas por la Universidad Mayor de San Andrés, en la ciudad de La Paz.
Recibió entrenamiento científico en el Programa Latinoamericano del Jardín Botánico de Misuri. Trabaja como investigadora asociada al Herbario Nacional de Bolivia y el Instituto de Ecología.

## Honores
Miembro de
- Asociación para la Biología de la Conservación - Bolivia (Capítulo de "Society for conservation Biology". Presidenta del Comité Científico
- Galardón "Beca Arnold B. Grobman", de la Universidad de Misuri[7]
- La abreviatura «Torrez» se emplea para indicar a Vania Torrez como autoridad en la descripción y clasificación científica de los vegetales.[8]